# Colby (Norfolk)
Pour les articles homonymes, voir Colby (homonymie).
Colby est un village et une paroisse civile du Norfolk, en Angleterre.